# 元德秀
元德秀（约695年—约754年），字紫芝，河南府人，魏明元帝拓跋嗣九代孙，唐朝官员、诗人。

## 早年经历
元德秀的父亲是延州刺史，于元德秀幼年时去世。元德秀孤贫，事奉母亲以孝著称。开元二十一年（733年），元德秀考取贡士，登进士第，每年游历京师，由于不忍心离开母亲，便带着母亲一起前往长安。母亲去世后，由于极度哀伤，导致元德秀生活更加不想打理生活，终于由于势力单薄难以做官，转任邢州南知县尉，佐治有惠政。
元德秀在父母健在时没有来得及娶亲，而在父母去世后又不再有结婚的打算，同族人以绝后规劝，但被他以家庭贫困为由拒绝。元德秀后来补龙武录事参军，担任鲁山县令，深得当地民心。

## 主要事迹
元德秀素以怡然自得闻名，他在任职期满后游览陆浑一带，因见风景优美而产生长住的志向。饥馑之年，房中不见烟火，但他仍弹琴读书。
元德秀也喜欢写文章与吟咏赋诗，《季子听乐论》、《蹇士赋》等文为超俗之人所欣赏。
元德秀逝于天宝十三年（754年），时年五十九岁，弟子议定谥号文行先生，后世人称之为元鲁山。

## 家庭

### 高祖
- 元均[2]

### 父亲
- 元思温，唐朝鄜州刺史、平阴公[2]

### 兄弟
- 元若拙，唐朝江夏县县令[2]

## 延伸阅读
[在维基数据编辑]
 《舊唐書·卷190下》，出自刘昫《舊唐書》
 《新唐書·卷194》，出自《新唐書》